# Rio Daiciţa
O Rio Daiciţa é um rio da Romênia, afluente do Boca, localizado no distrito de Iaşi.